# Partido Humanista de Montes de Oca
El Partido Humanista de Montes de Oca es un partido político cantonal de Costa Rica de la municipalidad de Montes de Oca. Su origen proviene del Partido Humanista de Costa Rica vinculado al Movimiento Humanista internacional, el cual había sido fundado en 1984 e inscrito a nivel nacional el 1° de julio de 1987, cuya inscripción fue cancelada el 15 de mayo de 1990, luego del proceso electoral de febrero de ese año. En el año de 1993, la colectividad humanista costarricense, junto a Pueblo Unido y el antiguo Partido Socialista (denominado Partido del Progreso) conforman el Partido Fuerza Democrática, obteniendo dos diputados y numerosos concejales en las elecciones nacionales de Costa Rica de febrero de 1994. En 1997 los humanistas se separan de Fuerza Democrática y al no contar con inscripción nacional vigente, inscriben ese año dos partidos cantonales; el Partido Humanista de Montes de Oca y el Partido Humanista de Heredia, actualmente desinscrito formalmente, que lograron elegir algunos concejales pero no regidores ni alcalde. En el año 2001 las bases humanistas fundaron otros partidos cantonales como el Humanista Ecologista Barveño de Heredia, Opción Humanista de San José y Desamparadeñ@s Humanistas Ecologistas San José, todos cancelados luego de su participación electoral. Colaboró con el Partido Frente Amplio. y junto a ellos ha constituido coaliciones electorales municipales como Heredia Unida en Heredia y Montes de Oca Unida en Montes de Oca para las elecciones de febrero de 2010.  El expresidente Rodrigo Carazo fue cercano colaborador del partido.
El Partido Humanista se opuso al TLC con Estados Unidos, participó de la campaña del NO en el referéndum del mismo acuerdo y se opuso a la guerra de Irak.
Para las elecciones presidenciales del 2010 apoya al candidato del Frente Amplio y presenta junto a este partido candidatos a regidores en Heredia y Montes de Oca. En las elecciones municipales de 2016 formó parte de la coalición Gente al lado del Partido Acción Ciudadana y el Frente Amplio postulando como candidato a alcalde a Marcel Soler, candidatura que resultó exitosa, quedando electo como Vicealcalde Segundo, José Rafael Quesada Jiménez, integrante del Partido Humanista. En las elecciones del año 2020, nuevamente en coalición con el Partido Acción Ciudadana, el Partido Gente de Montes y el Partido Humanista, quedaron reelectos Marcel Soler y José Rafael Quesada Jiménez, en los mismos cargos.